# Kitenge

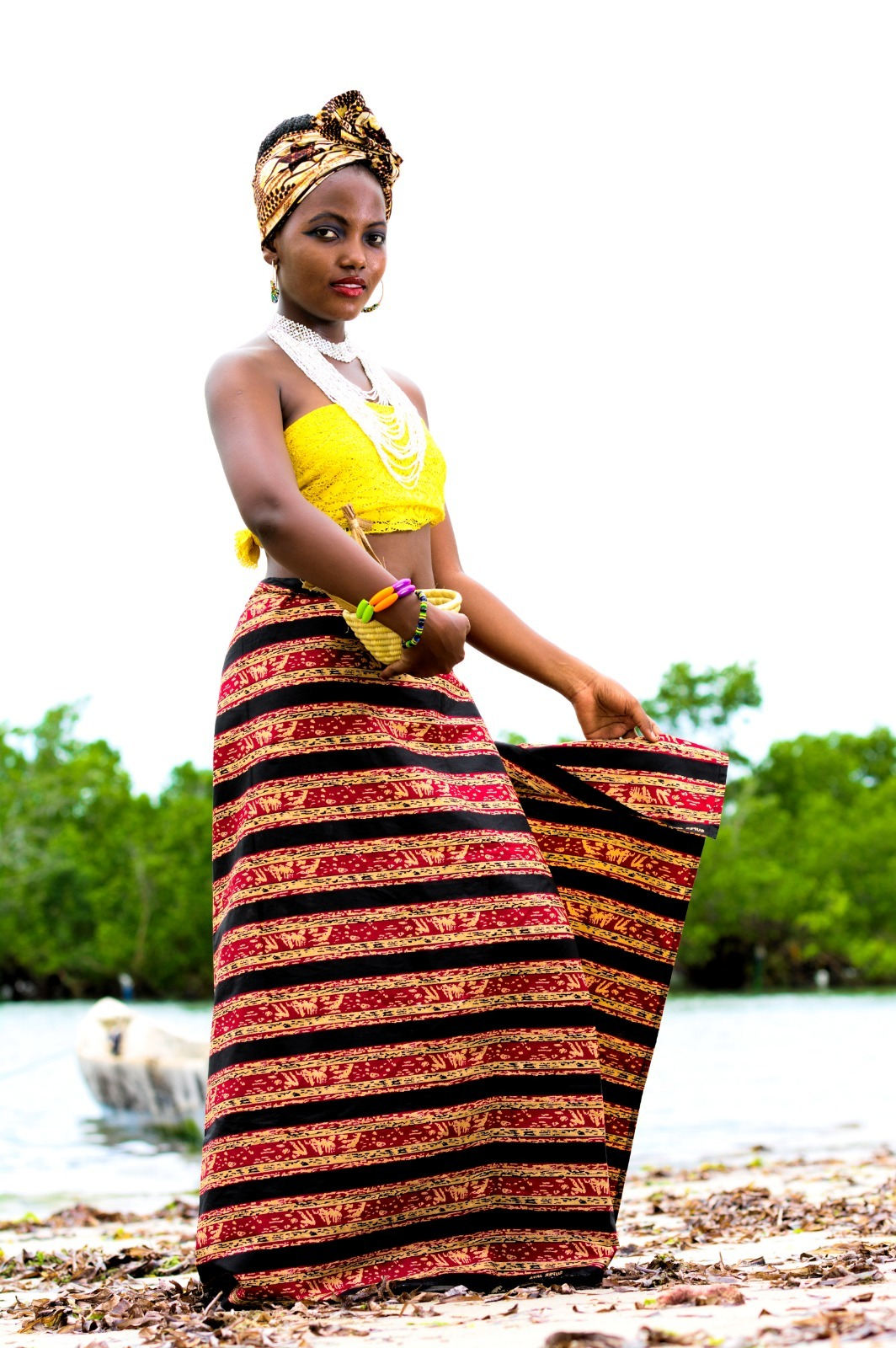
Vrouw met kitenge, halsketting en hoofddoek, Tanzania 2015

Kitenge (meervoud vitenge in Swahili) of chitenge (meervoud zitenge, in Tonga) is bont bedrukte stevige katoenen stof, die zijn oorsprong kent in Kitengeola, Mombassa in Kenia, en Tanzania maar ondertussen ook populair is in zowat heel Sub-Sahara-Afrika. Kleding gemaakt van kitengestof heet ook kitenge.
Meestal heeft kitenge slechts aan één kant een zoom, aan de lange zijde. Anders dan de kanga wordt kitenge per meter en per baal verkocht. Kitenge kent een grote variatie aan tekeningen en motieven, en gebruikt soortgelijke patronen als de kanga en de kikoi. Aan de kuststreek van Kenia en in Tanzania tonen kitenges vaak teksten in Swahili.

## Gebruik
De stof wordt gebruikt voor blouses, broeken en rokken, maar ook als draag- en hoofddoek, zowel voor mannen als vrouwen. Afrikaanse vrouwen dragen kitenge vaak als een sarong om borst of heupen. Mannen dragen hem soms om hun middel.
Kleding gemaakt uit kitenge wordt gedragen bij speciale gelegenheden, zoals huwelijken en begrafenissen. Ze worden ook vaak gegeven als geschenk aan jonge vrouwen. Vrouwen gebruiken deze kitenges om rond hun zwemkledij te knopen voor bescheidenheid of zich te beschermen tegen koude wind.
Kitenges kunnen samengeknoopt worden om te gebruiken als tafeldecoratie of worden ingekaderd om op te hangen als batikkunstwerk.
Waar drinkwater schaars is, worden kitenges gehanteerd om water te filteren.

## Drukproces
Het drukken van de stof wordt traditioneel met een batiktechniek gedaan, waarbij de stof vooraf met was wordt beschilderd. Deze delen kunnen geen verf opnemen. Tussen de verschillende verfbaden door, kan door de was deels van de stof te halen nieuwe tekeningen aangebracht worden. Anno 2022 worden hoofdzakelijk goedkopere, industriële roldruktechnieken voor de productie gehanteerd. 

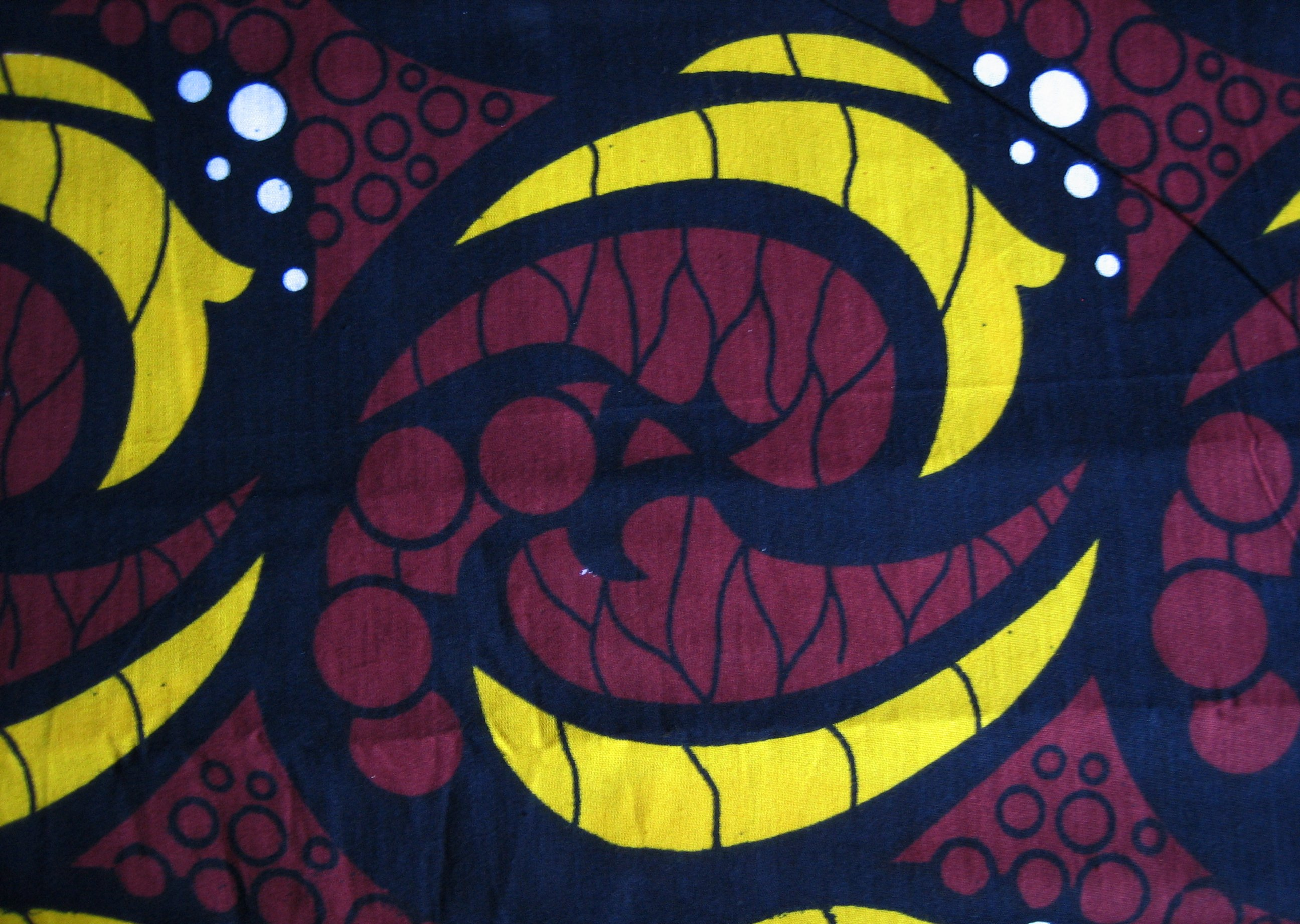
Een kenmerkend kitengepatroon voor Swahilivrouwen, 2007
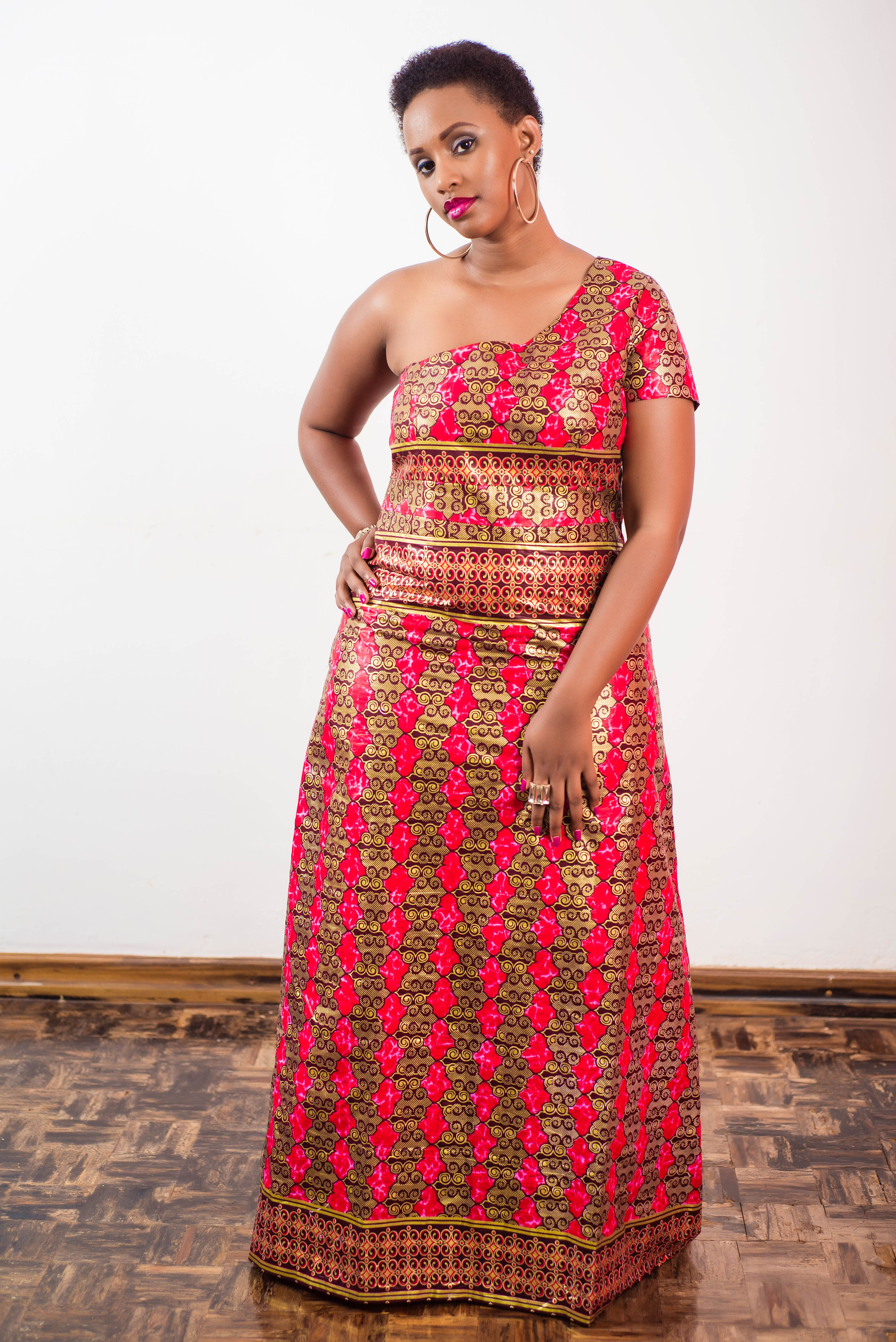
Jurk van kitengestof, Oeganda, 2015
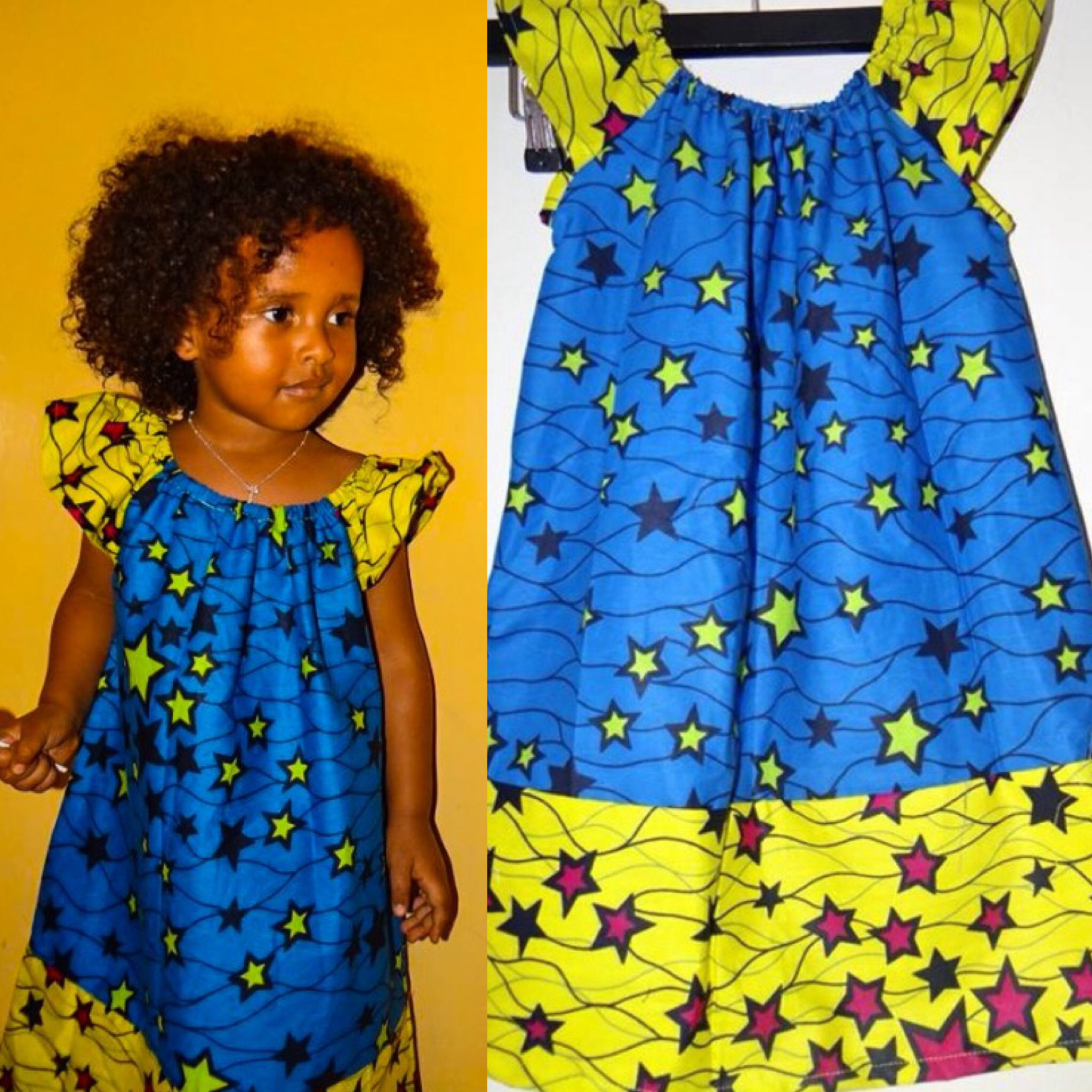
Meisje in een jurk met kitengepatroon, 2015
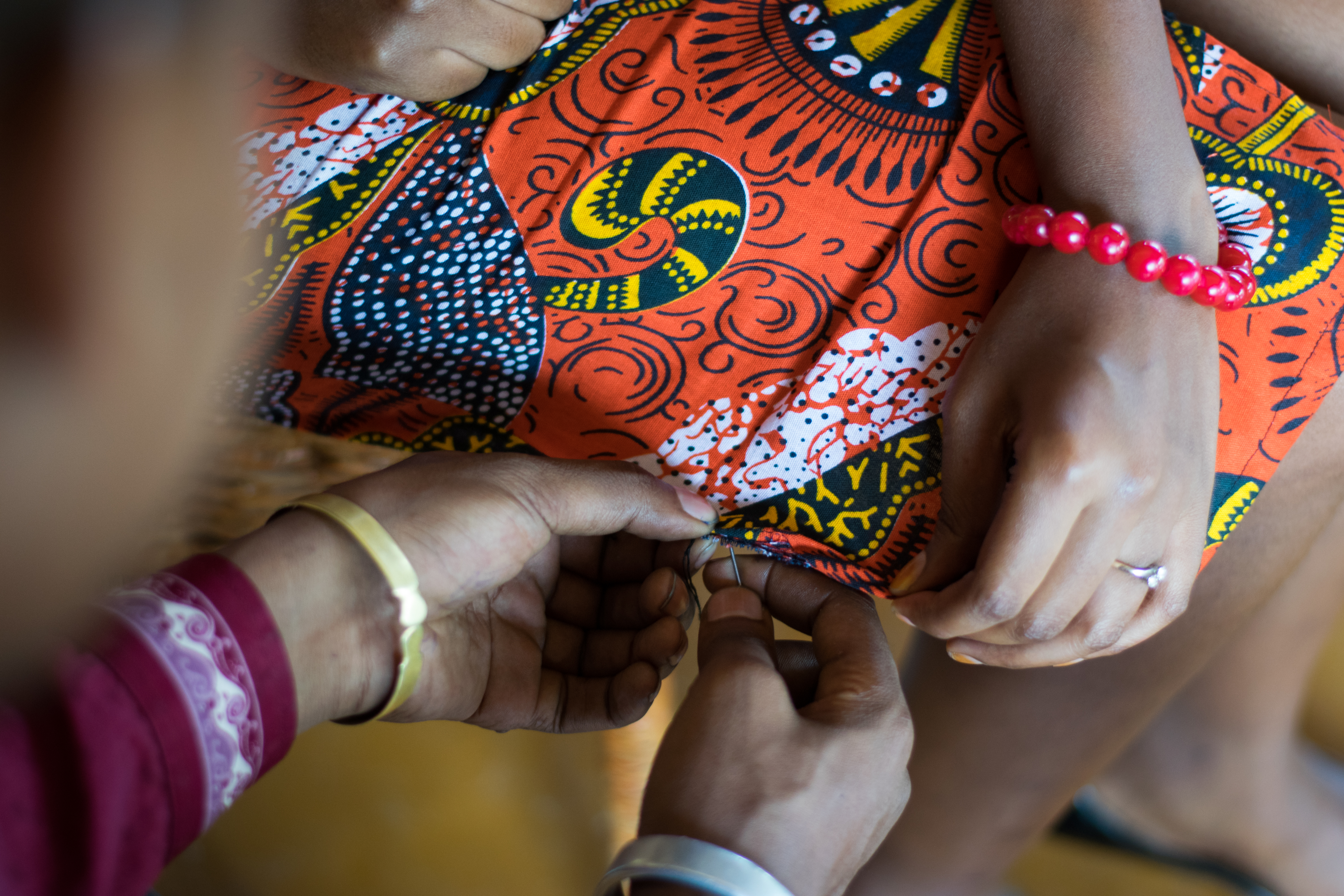
Ontwerpster herstelt een jurk van kitengestof, 2015
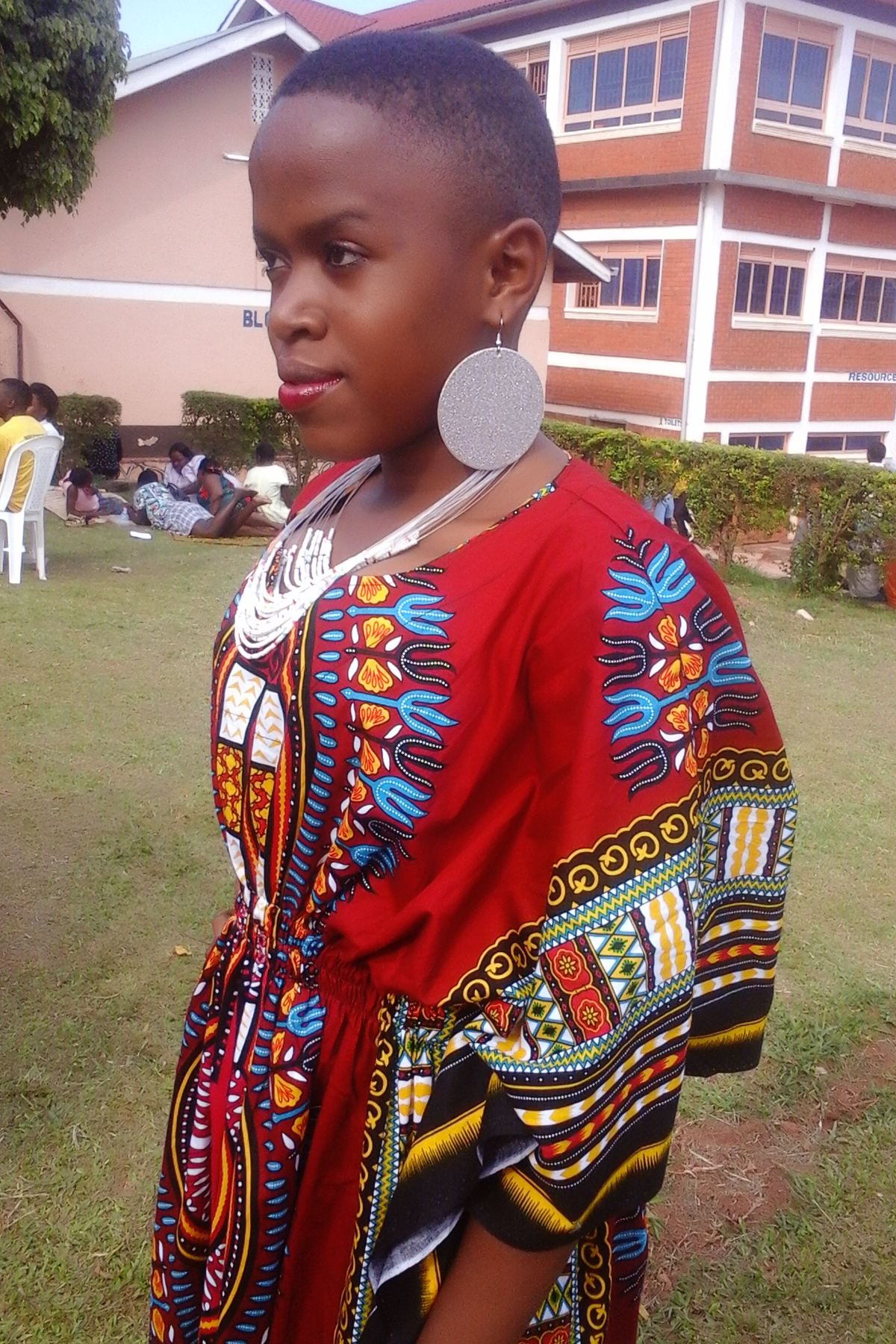
Meisje toont Kitengye uit West-Afrika in Oegandese stijl, 2015
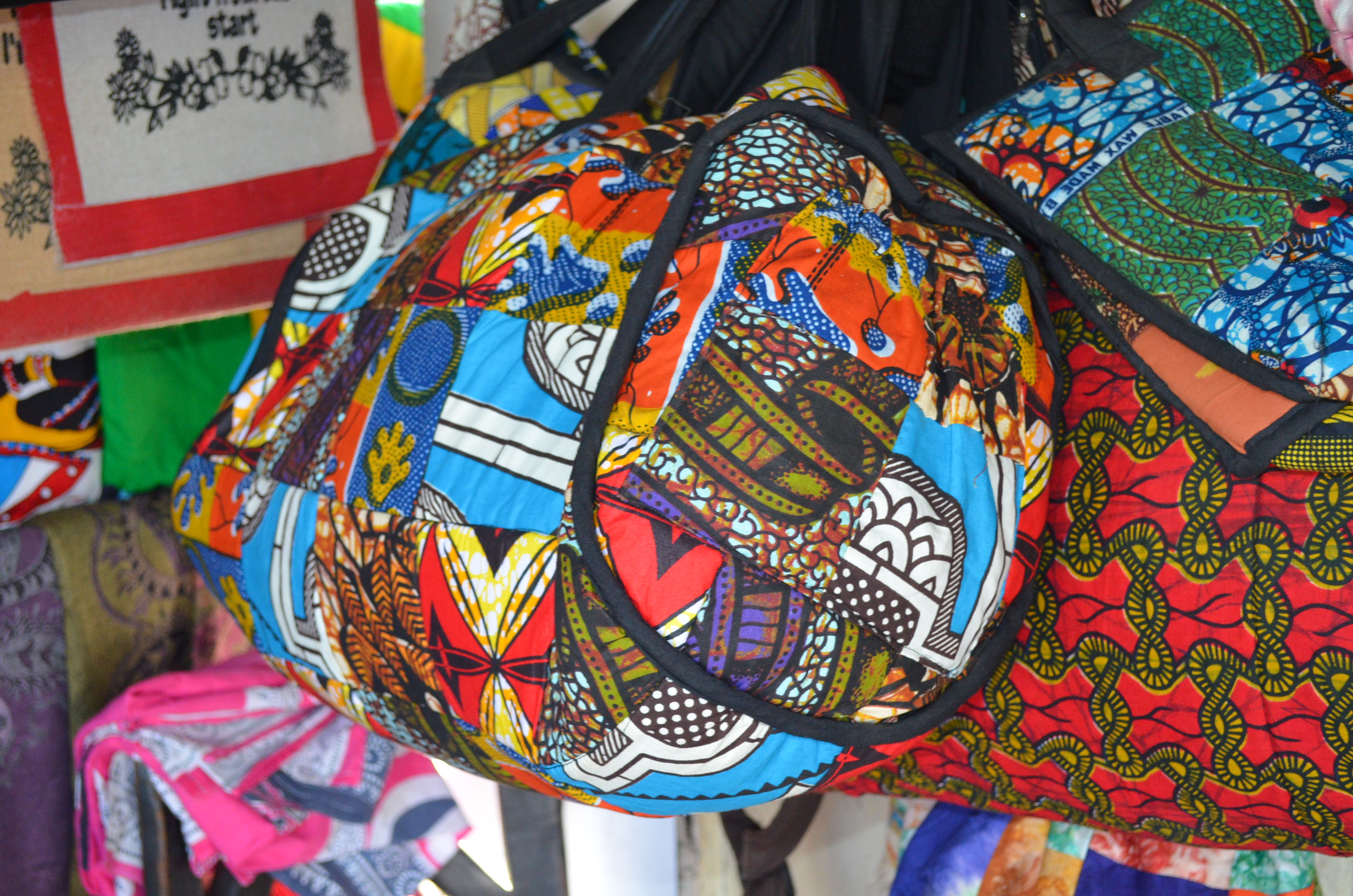
Tas van kitengestof, Tanzania 2015